# 津名町
津名町（つなちょう）は、兵庫県の淡路島にあった、津名郡の町。

## 概要

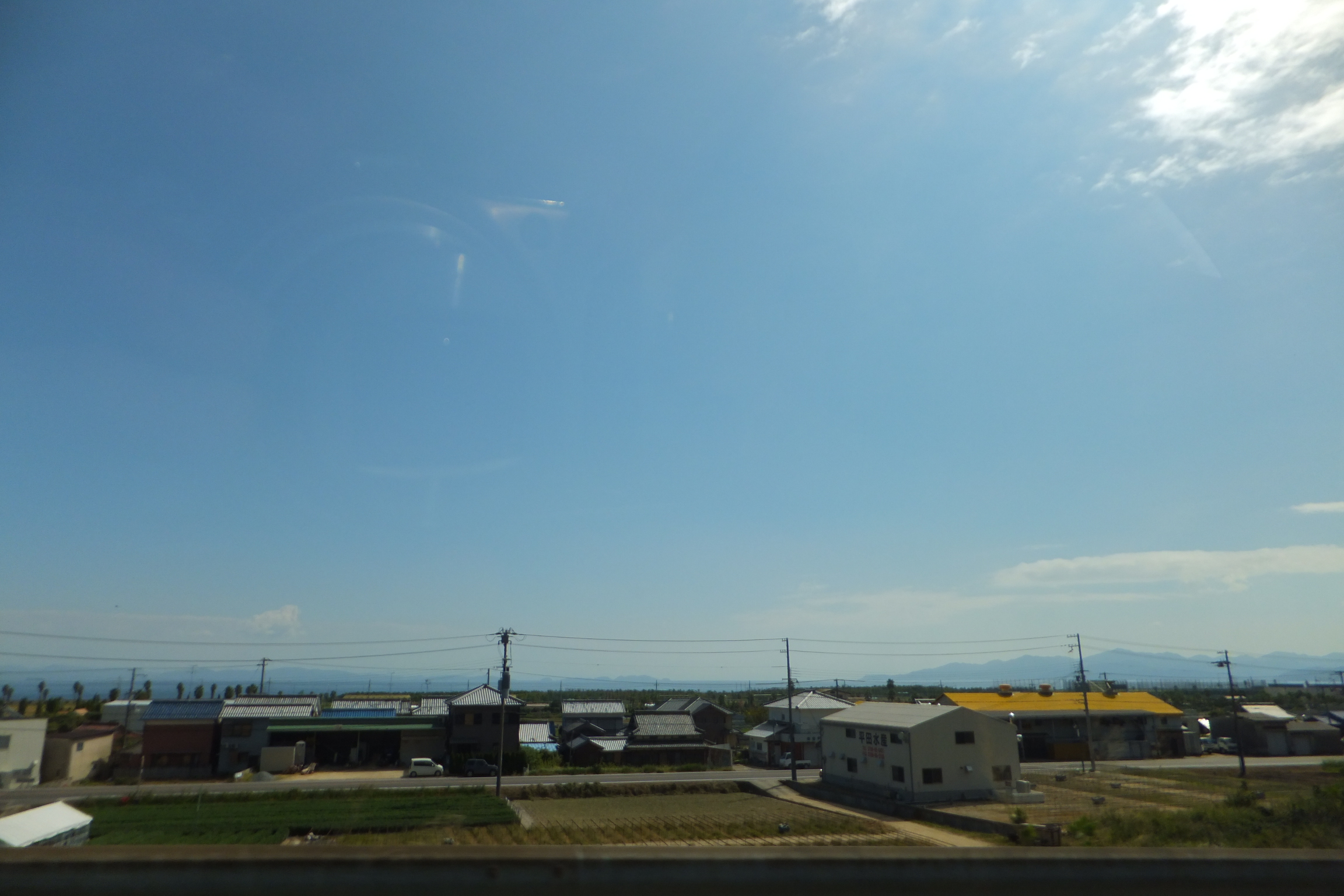
半農半漁の地帯
佐野で撮影

兵庫県淡路島の中心部の東側に位置し、大阪湾の面した町であり、津名郡の中心都市である。

## 地理
淡路島の中央部東岸に位置する。

### 隣接していた自治体
- 津名郡北淡町
- 同郡東浦町
- 同郡一宮町
- 同郡五色町
- 洲本市

## 歴史
- 1955年（昭和30年）4月1日 - 津名郡生穂町・佐野町・志筑町・大町村・塩田村・中田村が合併して津名町が発足。
- 1955年（昭和30年）- 町章を制定[2]。
- 1973年（昭和48年）- 町旗を制定[3]。
- 2005年（平成17年）4月1日 - 淡路町・一宮町・東浦町・北淡町と合併して淡路市が発足。同日津名町廃止。

## 行政
- 町長：柏木 和三郎（かしわぎ わさぶろう）：1979年 - 2005年3月31日（7期）（2008年11月2日死去）

### 町旗
- 1973年に制定される。

### 町章
- 「津名」を図案化し、円満行政を目的として1955年に制定される[1]。

### ロゴマーク
- 「TSUNA」を基にし、円は上昇する太陽を表し、「A」の先端を上に伸ばすことにより、向上発展を目的としている[1]。

## 漁業
- 生穂漁港
- 佐野漁港

## 姉妹都市・提携都市
海外
- パラナグア市（ブラジル パラナ州）
  - 1986年5月29日姉妹都市提携

## 地域

### 教育
大学
- 芦屋大学淡路島臨海セミナーセンター

高等学校
- 兵庫県立津名高等学校

中学校
- 津名町立津名中学校

小学校
- 津名町立生穂第一小学校
- 津名町立生穂第二小学校
- 津名町立大町小学校
- 津名町立佐野小学校
- 津名町立塩田小学校
- 津名町立中田小学校
- 津名町立志筑小学校

## 交通

### 鉄道
町内には通っていない。

### 道路
- 高速道路
  - 神戸淡路鳴門自動車道 津名一宮IC
- 一般国道
  - 国道28号
- 主要地方道
  - 兵庫県道66号津名五色三原線

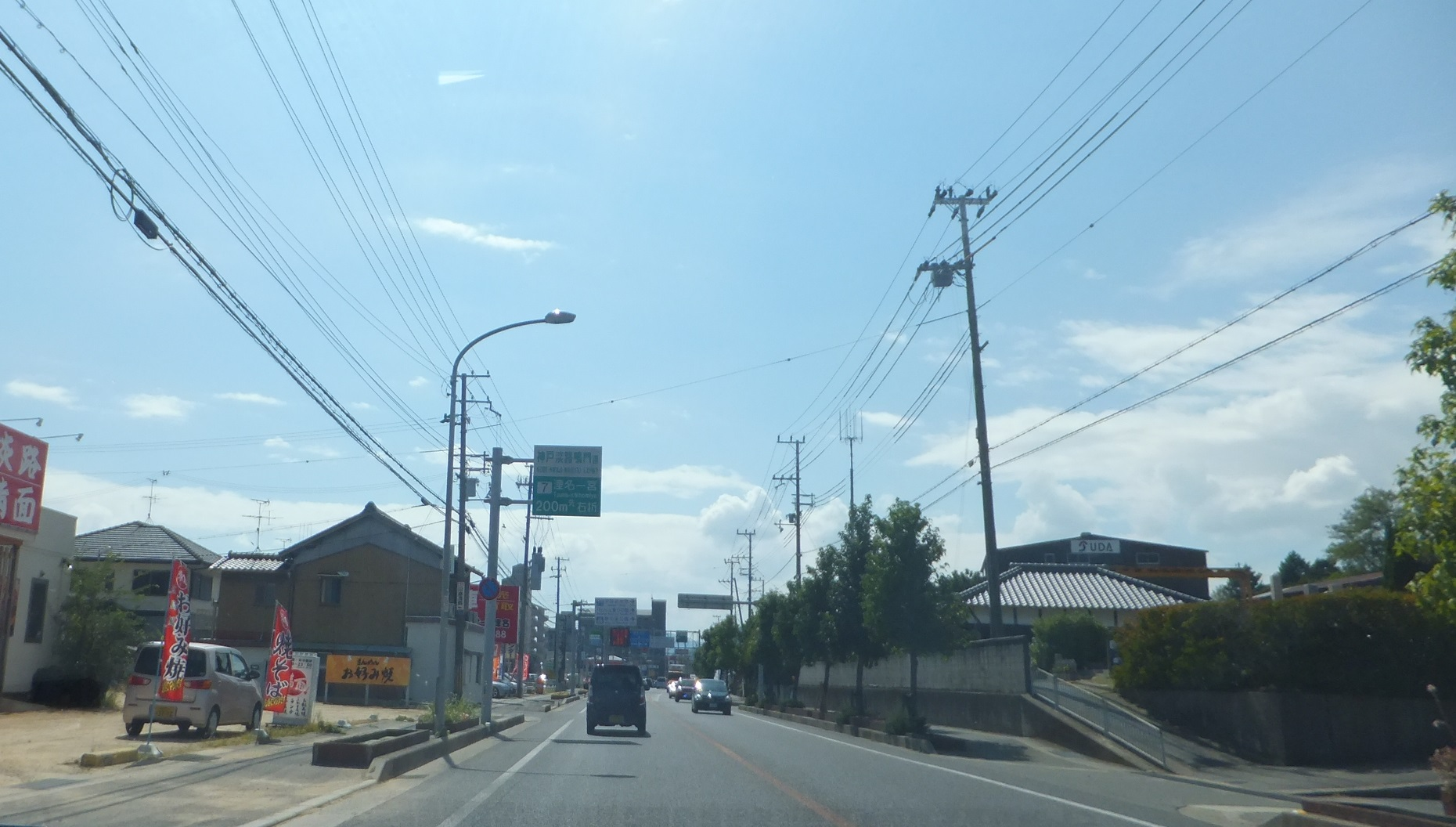
町内の南北を通過する国道28号

  - 兵庫県道88号津名一宮線（くにうみライン）
- 一般県道
  - 兵庫県道123号津名北淡線
  - 兵庫県道157号佐野仁井岩屋線
  - 兵庫県道463号室津津名線
  - 兵庫県道464号尾崎津名線
  - 兵庫県道467号木曽上中田線
  - 兵庫県道468号明神安乎線
  - 兵庫県道469号上内膳津名線

### 船舶
かつて運行していた船舶
- 大阪淡路ライン
- 共同汽船
- 甲子園高速フェリー
- 南海淡路ライン

など

## 名所・旧跡・観光スポット・祭事・催事

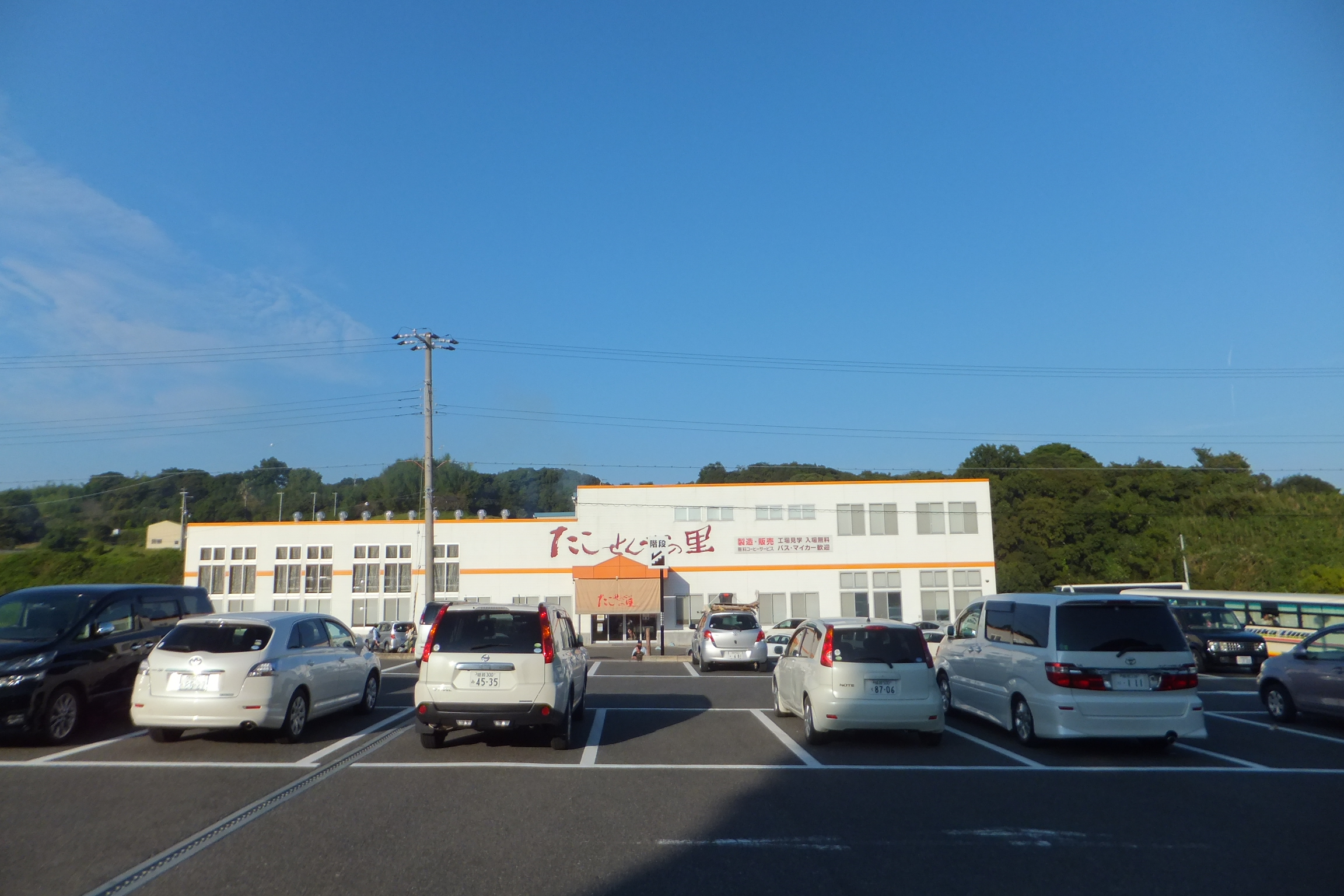
静の里公園 : 1989年のふるさと創生交付金で三菱マテリアルからレンタルした1億円の金塊が展示されていたが、2010年に返還され現在はレプリカが展示されている[4]。
- しづかホール : 島内唯一の音楽専用ホール。
- 兵庫県立淡路佐野運動公園:2002年の2002 FIFAワールドカップではイングランドチームのキャンプ地となった（注：宿泊したホテルは隣の東浦町にある）。2004年のアジアカップでは同じ場所でカタール代表チームが合宿を行った。
- たこせんべいの里
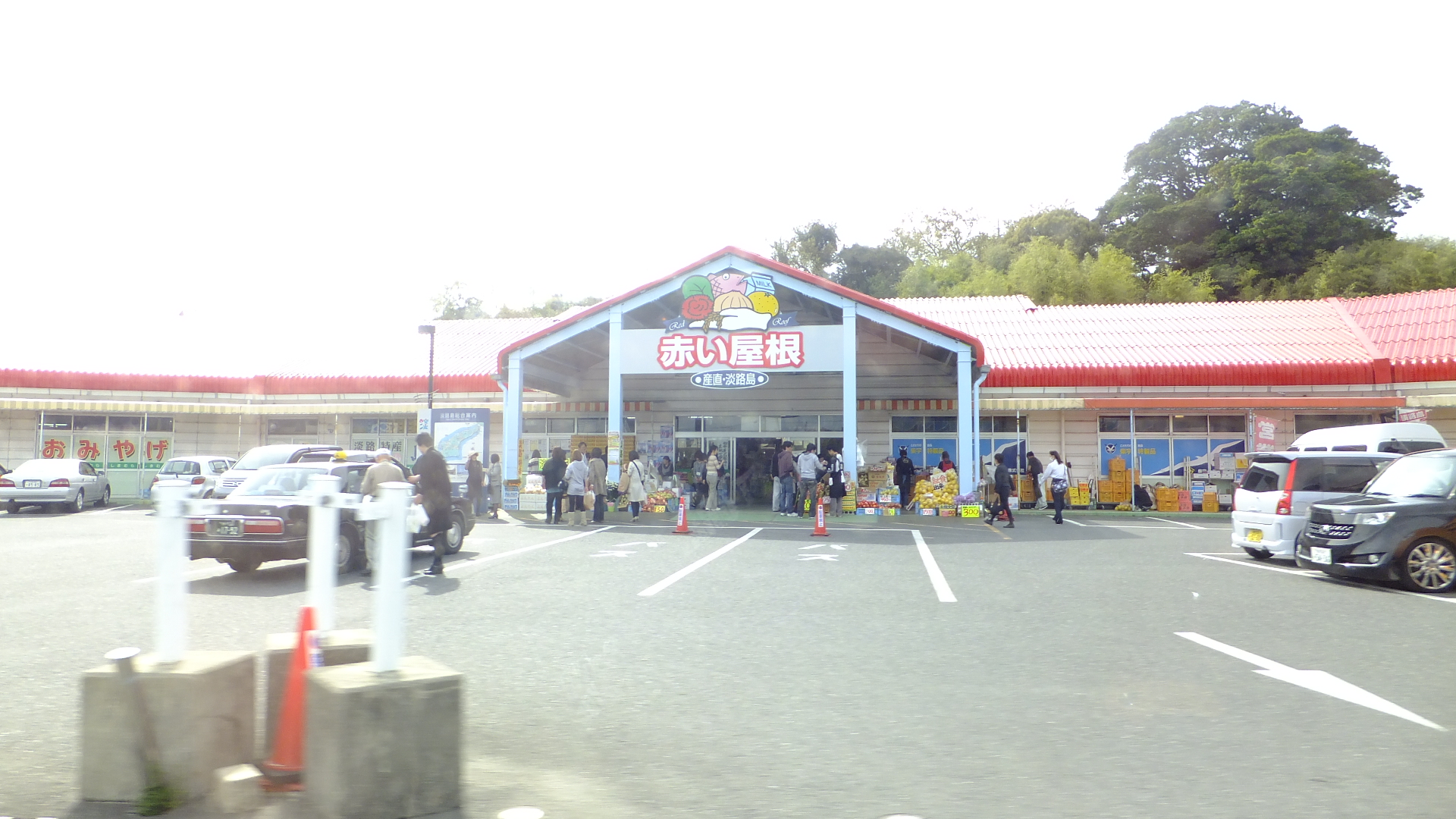
産直淡路島赤い屋根

- たこせんべいの里
- 産直淡路島赤い屋根